# Bola de cristal

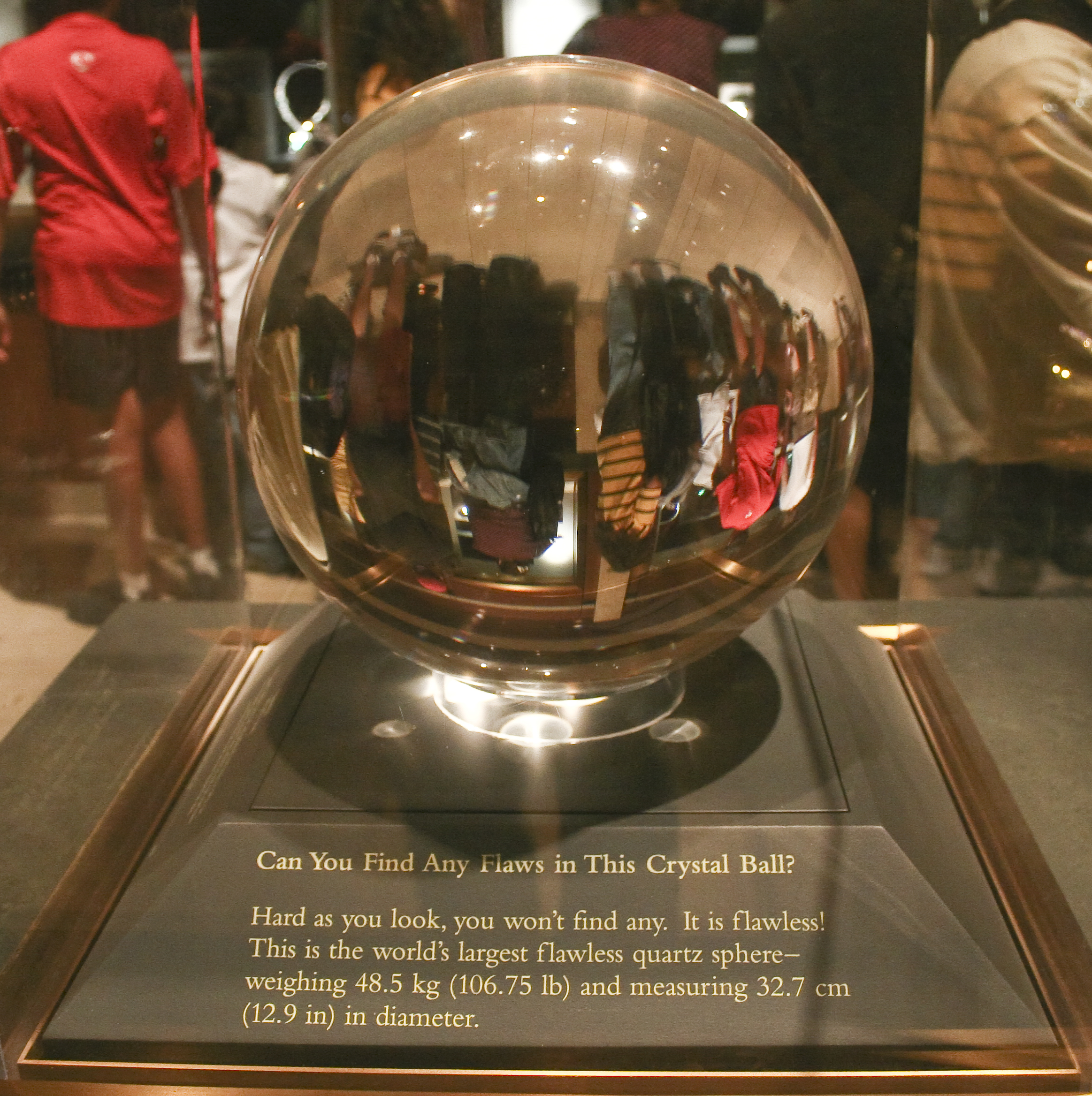
Uma bola de cristal.

Uma bola de cristal é um instrumento usado por algumas pessoas e religiões, que, conforme alguns acreditam, tem a capacidade de adivinhar ou prever acontecimentos do futuro e fatos ocultos do presente. Muitas dessas pessoas são chamadas de videntes ou médium videntes. Fisicamente, trata-se de uma bola de tamanho médio, feita de cristal, sobre uma base.
Segundo algumas tradições e crenças esotéricas é usada para adivinhar o futuro, interpretando as imagens que surgem na superfície dos cristais. Essas culturas e religiões afirmam que os cristais são substâncias com muita energia e essa energia é ainda mais presente nos objetos esféricos, pois devido ao seu formato estes centralizam os fluidos.